# Fritz Zwicky
Pour les articles homonymes, voir Zwicky.
Fritz Zwicky, né le 14 février 1898 à Varna en Bulgarie et mort le 8 février 1974 à Pasadena aux États-Unis, est un astrophysicien suisse. Il exerce toute sa carrière professionnelle au California Institute of Technology, à Pasadena, mais il refuse de prendre la nationalité américaine. Il est connu pour ses idées tantôt géniales, tantôt farfelues, mais aussi comme le plus grand découvreur de supernova. Brillant astrophysicien, il est admiré par certains pour ses idées, mais détesté par d'autres pour son caractère épouvantable, notamment par ses étudiants qu'il terrorisait. Il laisse peu d'astrophysiciens indifférents. En 1972, il reçoit la médaille d'or de la Royal Astronomical Society. L'astéroïde (1803) Zwicky est nommé en son honneur en 1967 par Paul Wild.

## Biographie
Fritz Zwicky est né d'un père suisse installé à Varna (Bulgarie) et d'une mère d'origine tchèque. À l'âge de 6 ans, il est envoyé chez ses grands-parents à Mollis (canton de Glaris, Suisse), où il passe le reste de son enfance. Il poursuit ses études à l'École polytechnique fédérale de Zurich (ETHZ), où il obtient un doctorat de physique en 1922. En 1925, il intègre le Caltech à Pasadena (Californie, États-Unis), où il enseigne la physique théorique et l'astrophysique de 1929 à 1968.

## Travaux
Après ses études, Zwicky s'intéresse rapidement à l'astronomie, notamment aux novas.
En 1936, Zwicky travaille au mont Palomar avec un télescope photographique à champ large d'un type très spécial. Il découvre plusieurs supernovas qui seront analysées par Walter Baade, du Mont Wilson.
C'est lui qui introduit avec l'astronome allemand Walter Baade le terme de supernovæ (forme latine du pluriel pour supernovas) et suggère que celles-ci peuvent créer des étoiles à neutrons (dont il prédit l'existence) et émettre des rayons cosmiques. Pour étayer son hypothèse, il se met à chasser les supernovas, et en découvre un total de 120 (et une de plus, SN 1963J (pl), de concert avec Paul Wild) sur une période de 52 ans (SN 1921B (pl) jusqu'à SN 1973K (pl)), un record qui a tenu 36 ans avant d'être dépassé en 2009 par un astronome amateur, Tom Boles, qui en est en 2013 à sa 152e découverte.

### Lumière fatiguée
Quand Lemaître et Hubble expliquent le décalage vers le rouge de la lumière venant des galaxies extérieures à la Voie lactée comme un effet Doppler-Fizeau dû à l'expansion de l'Univers, Zwicky considère que les vitesses impliquées sont trop importantes. Comme théorie alternative pour expliquer le phénomène, il spécule, incorrectement, que ce décalage est plutôt dû à une perte d'énergie des photons traversant l'énorme distance entre les galaxies.
Zwicky est ainsi associé à l'hypothèse de la lumière fatiguée, une expression inventée par Richard Tolman en 1929, qui suppose que les photons sont probablement ralentis par le champ de force gravitationnel des zones traversées. Zwicky proposa d'utiliser les équations de la relativité générale pour prouver la validité de sa théorie, ce qu'Albert Einstein essaya en vain de faire. Elle fut définitivement abandonnée lors de la découverte du rayonnement fossile, par Arno Allan Penzias et Robert Woodrow Wilson en 1965, que prévoyait la théorie du Big Bang.

### Matière noire
En 1929, après la découverte de Paul Dirac, Zwicky étudie l'antimatière au Mont Palomar en recherchant des traces de l'énergie de l'annihilation entre matière et antimatière dans la Galaxie.
En 1933, il est le premier à suggérer la présence d'une matière invisible entre les galaxies, à la suite de ses observations à l'Observatoire du Mont Wilson de sept d'entre elles dans l'amas de Coma, mais il ne convaincra guère ses confrères de l'importance de sa découverte, qui sera oubliée pendant près de quarante ans. L'existence de la matière noire sera à nouveau proposée en 1970 par Vera Rubin et Kent Ford à partir d'observations plus solides.
Son esprit non conventionnel donne naissance à des idées extravagantes. En 1948, il propose de rendre les autres planètes habitables en modifiant leur orbite autour du Soleil afin d'ajuster les températures à leur surface. Dans les années 1960, il imagine d'altérer les réactions de fusion nucléaire du Soleil en le bombardant de particules depuis la Terre. Le but serait de changer la trajectoire du Soleil et, par la même occasion, du Système solaire tout entier. De cette façon, il serait alors possible de voyager vers d'autres étoiles, comme l'étoile voisine Alpha du Centaure sur une durée de 2 500 ans, écrit-il.
Peu après la Seconde Guerre mondiale, il travaille chez Aerojet sur les fusées V2 allemandes, et contribue ainsi en 1957 à l'envoi du premier projectile (de fabrication humaine) depuis la Terre dans l'espace, qui échappe définitivement à la gravité terrestre.
Fritz Zwicky est l'inventeur de l'analyse morphologique (en), une méthode de pensée qui consiste à rechercher la solution d'un problème en essayant toutes les combinaisons possibles dans une matrice appelée « boîte morphologique ». Cette méthode permet ainsi, en associant les expressions de la boîte morphologique, d'aboutir à des combinaisons complètement folles, mais qui nourriraient la créativité de l'esprit et pourraient finalement apporter une idée intéressante. Par exemple, en associant « Soleil » et « voyage spatial », Zwicky pensa déplacer le Système solaire en bombardant le Soleil de particules (voir plus haut).

### Catalogue de galaxies
Il est l'auteur d'un catalogue de galaxies et d'amas de galaxies (Catalogue of Galaxies and of Clusters of Galaxies, CGCG) qu'il publie vers la fin de sa vie (1961-1968), contenant 9134 amas de galaxies.

## Anecdotes

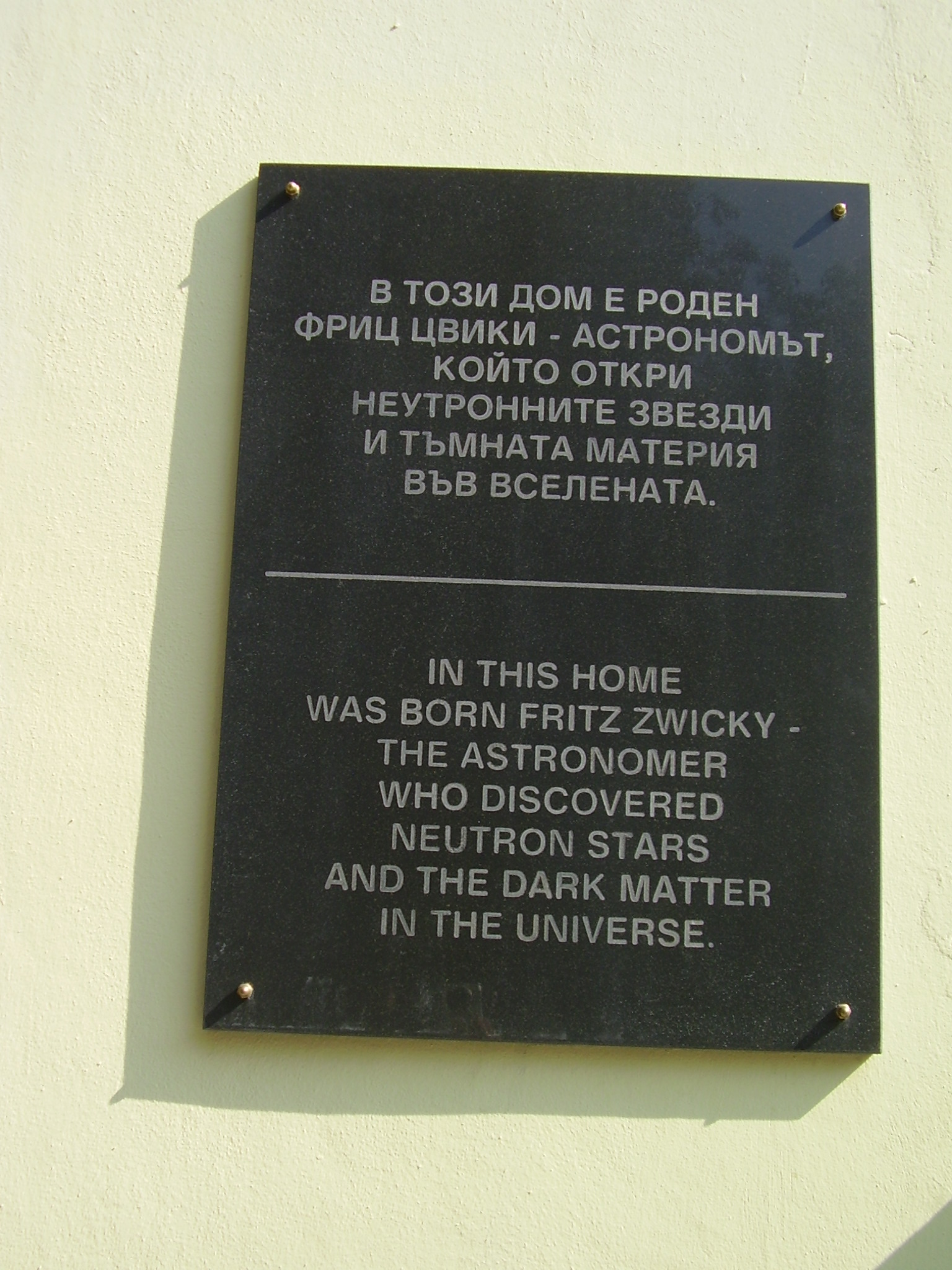
Plaque commémorative sur la maison natale de Fritz Zwicky à Varna.

Personnage réputé pour son caractère difficile, Zwicky ne manquait pas d'audace. Spherical bastards (« Cons sphériques »), c'est ainsi qu'il surnommait ses collègues du Mont Wilson. Pourquoi sphériques ? Parce que c'étaient des bastards (« cons ») de quelque côté qu'on les regarde... C'est une expression qu'il utilisait couramment.
Lors des conférences, il ne se gênait pas pour interrompre ses collègues afin de leur préciser que les questions qu'ils soulevaient dans leur discours avaient déjà été résolues, par lui-même.
Zwicky était prêt à essayer toutes sortes de solutions à un problème, même les plus baroques. Durant une observation au Mont Wilson, dérangé par des turbulences de l'air, il demanda à son assistant de tirer dans la zone d'air avec le pistolet dans l'espoir que la balle dissipe ces turbulences (l'expérience échoua).